# Ахей (син на Селевк I Никатор)
Вижте пояснителната страница за други личности с името Ахей.
Ахей Стари или Ахей I (на старогръцки: Ἀχαιός, Achaios; fl.: 3 век пр.н.е.) e гръко-македонски аристократ от династията Селевкиди, вторият син на Селевк I Никатор и Апама I.
Той е брат на Антиох I Сотер, на Апама и Лаодика. Той е наричан „Стари“, за да се различава от внука му селевкидския генерал Ахей Млади.
Ахей се жени за гъркиня и има с нея четири деца:
- Антиохида
- Александър
- Лаодика I
- Андромах